# Simone Consonni
Simone Consonni (Ponte San Pietro, 12 de setembro de 1994) é um ciclista italiano que compete na modalidade de pista, especialista na prova de perseguição por equipas; ainda que também disputa carreiras de estrada.
Ganhou três medalhas de bronze no Campeonato Mundial de Ciclismo em Pista, em 2017 e 2018, e três de prata no Campeonato Europeu de Ciclismo em Pista, entre 2015 e 2017.
Em estrada, obteve a prata na carreira de estrada sub-23 do Campeonato Mundial de Ciclismo em Estrada de 2015.
Participou nos Jogos Olímpicos de Verão de 2016, ocupando o sexto lugar na prova de perseguição por equipas.
Ao lado de Filippo Ganna, Francesco Lamon e Jonathan Milan, conquistou o ouro na perseguição por equipes em Tóquio 2020.

## Medalhas em competições internacionais

### Ciclismo em pista
| Campeonato Mundial | Campeonato Mundial        | Campeonato Mundial | Campeonato Mundial      |
| Ano                | Lugar                     | Medalha            | Competição              |
| ------------------ | ------------------------- | ------------------ | ----------------------- |
| 2017               | Hong Kong (China)         | Medalha de bronze  | Perseguição por equipas |
| 2018               | Apeldoorn (Países Baixos) | Medalha de bronze  | Perseguição por equipas |
| 2018               | Apeldoorn (Países Baixos) | Medalha de bronze  | Ómnium                  |
| Campeonato Europeu |                           |                    |                         |
| Ano                | Lugar                     | Medalha            | Competição              |
| 2015               | Grenchen (Suíça)          | Medalha de prata   | Eliminação              |
| 2016               | Saint-Quentin (França)    | Medalha de prata   | Perseguição por equipas |
| 2017               | Berlim (Alemanha)         | Medalha de prata   | Perseguição por equipas |

### Ciclismo em estrada
| Campeonato Mundial | Campeonato Mundial        | Campeonato Mundial | Campeonato Mundial |
| Ano                | Lugar                     | Medalha            | Competição         |
| ------------------ | ------------------------- | ------------------ | ------------------ |
| 2015               | Richmond (Estados Unidos) | Medalha de prata   | Estrada sub-23     |

## Palmarés

### Estrada
2015 (como amador)
- La Côte Picarde
- Grande Prêmio Cidade de Felino
- Milão-Busseto
- 2º no Campeonato Mundial em Estrada sub-23

2016
- Troféu Cidade de San Vendemiano

2018
- 1 etapa da Volta à Eslovénia

### Pista
2013
- Campeonato da Itália em Omnium

2014
- Campeonato da Itália em Madison (junto com Francesco Lamon)
- 3º no Campeonato da Itália em Omnium

2015
- 2º no Campeonato Europeu em Eliminação

2016
- 2º no Campeonato Europeu em Perseguição por equipas (com Filippo Ganna, Francesco Lamon e Michele Scartezzini)

2017
- 3º no Campeonato do Mundo em Perseguição por equipas (com Liam Bertazzo, Filippo Ganna e Francesco Lamon)
- 2º no Campeonato Europeu em Perseguição por equipas (com Liam Bertazzo, Filippo Ganna e Francesco Lamon)

2018
- 3º no Campeonato do Mundo em Perseguição por equipas (com Liam Bertazzo, Filippo Ganna e Francesco Lamon)
- 3º no Campeonato do Mundo em Omnium
- Seis dias de Fiorenzuola d'Arda (com Francesco Lamon)

## Resultados nas Grandes Voltas
| Carreira        | 2017 | 2018 | 2019 |
| --------------- | ---- | ---- | ---- |
| Giro d'Italia   | -    | -    | 131º |
| Tour de France  | -    | -    | -    |
| Volta a Espanha | -    | 147º | -    |

-: não participa 

Ab.: abandono 

## Equipas
- UAE Team Emirates (2017-)